# Анурадхапура (округ)
Анурадхапура (синг. තිරිකුණාමළය දිස්ත්රික්කය, там. திருகோணமலை மாவட்டம) — один з 25 округів Шрі-Ланки. Входить до складу Північно-Центральної провінції країни. Адміністративний центр — місто Анурадхапура.
Площа округу становить 7179 км². В адміністративному відношенні поділяється на 22 підрозділи.

## Історія
У 377 до н.е. місто під назвою Анурадха стало столицею першого сингальського королівства Анурадхапура (сингал. අනුරාධපුර රාජධානිය, таміл. அனுராதபுர இராச்சியம்). У період свого розквіту, місто розташовувалося на площі 52 км², а населення становило кілька десятків тисяч чоловік. Держава вперше була розділена на кілька адміністративних одиниць, на три провінції: Раджарата, Рухуна та Малайя-Рата. Далі вони були поділені на менші підрозділи, які називалися рати. Анурадха динамічно розвивалася як торговий центр і була відзначена на картах Клавдія Птолемея. У 1 ст. н. е. були побудовані водопровід, дороги і мости, палаци, монастирі, храми і лікарні. Постійні інтервенції держав південної Індії призвели до того, що місто було зруйновано і спалено 993 року, а столицю перенесено до Полоннаруви. У XI ст. місто було зруйноване правителями південно-індійської імперії Чола (таміл. சோழர் குல), які захопили острів і хоча наступні правителі відновили багато зруйнованих будівель Анурадхапури, місто не змогло повернути свою колишню велич. Згодом місто занепало і заросло джунглями і лише в 1820 році англійські мисливці виявили руїни міста.
Під час голландського панування на острові територію було розділено на три адміністративні підрозділи – дісави. Британія спочатку продовжувала цю систему, але після реформ в 1796-1802 рр. було п'ять провінцій, потім їх кількість збільшилась до дев'яти, і вони були поділені на 21 округ.
У 1884-86 рр. Стівен Монтагу Берроуз розпочав розкопки, але серйозні археологічні дослідження почалися в 1912 році.
У 1955 р. округ замінив провінцію ставши основною адміністративною одиницею країни. У вересні 1978 р. за допомогою нової конституції було утворено округ Анурадхапура. У 1982 році місто було внесено до реєстру Світової Спадщини ЮНЕСКО. В цьому місті знаходиться вісім великих місць поклоніння: Джая Шрі Маха Бодхі, Руванвелісайа, Тупарамайа, Ловамахапайя, Абхайягірі-Дагоба, Джетаванарама, Мірісаветі-Ступа та Ланкарама.

## Населення
Населення округу за даними перепису 2012 року становить 860 575 осіб. 90,96% населення складають сингали; 8,21% — ларакалла; 0,55% — ланкійські таміли; 0,06% — індійські таміли; 0,03% — бюргери; 0,02% — малайці і 0,17% — інші етнічні групи. 90,10% населення сповідують буддизм; 8,31% — іслам; 1,21% — християнство і 0,38% — індуїзм.
Динаміка чисельності населення:
| 1953    | 1963    | 1971    | 1981    | 2001    | 2012    |
| ------- | ------- | ------- | ------- | ------- | ------- |
| 229 300 | 279 788 | 388 770 | 587 929 | 745 693 | 860 575 |